# Lîsîțea, Makariv
Lîsîțea (în ucraineană Лисиця) este un sat în comuna Borivka din raionul Makariv, regiunea Kiev, Ucraina.

## Demografie
Componența lingvistică a localității Lîsîțea
     Ucraineană (100%)
Conform recensământului din 2001, toată populația localității Lîsîțea era vorbitoare de ucraineană (100%).